# Пођо Сан Марко (Арецо)
Пођо Сан Марко је насеље у Италији у округу Арецо, региону Тоскана.
Према процени из 2011. у насељу је живело 28 становника. Насеље се налази на надморској висини од 386 м.